# Murricia triangularis
Murricia triangularis là một loài nhện trong họ Hersiliidae.
Loài này thuộc chi Murricia. Murricia triangularis được miêu tả năm 1993 bởi Martin Baehr & Barbara Baehr.